# Dragon’s Breath (Munition)

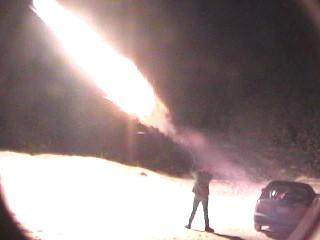
Nächtliche Vorführung der Dragon’s-Breath-Munition

Dragon’s Breath (englisch für „Drachen-Atem“) ist eine in den Vereinigten Staaten angebotene Flintenmunition im Kaliber 12. In den Patronen befinden sich Treib- und Leuchtsätze, die auf Zirconium basieren und in ähnlicher Weise wie bei Signal- und Leuchtpatronen funktionieren. Die Reichweite und Ausdehnung des Abbrands der Masse mit Leuchteffekt soll bis zu 90 m betragen. In der Regel werden jedoch deutlich geringere Reichweiten erreicht.
Diese Patrone soll nicht in (halb-)automatischen Flinten verwendet werden, da erstens der Rückstoß beim Abfeuern nicht immer ausreicht, um den Repetiermechanismus zu betätigen, und zweitens (falls der Repetiermechanismus doch funktioniert) die nicht komplett ausgebrannten Ladungen ein Risiko für den Schützen beim Auswerfen einer Hülse mit noch brennenden Leuchtsätzen sein könnten.
In einigen US-amerikanischen Bundesstaaten wie (Kalifornien, Florida, Illinois, Iowa) ist die Munition wegen der hohen Entzündungsgefahr, die unter Umständen Waldbrände auslösen kann, verboten.